# Ramiro Costa
Ramiro Costa (Rosario, Argentina, 21 de agosto de 1992) es un futbolista argentino. Juega de delantero y su actual equipo es Chacarita Juniors

## Trayectoria

### Rosario Central
Llegó a las inferiores de Rosario Central en 2008 proveniente del club San José. Realizó su primera pretemporada con el plantel profesional en el verano del 2011 y debutó en el primer equipo de Central el 11 de febrero de 2011 ante Almirante Brown de la mano del entrenador Héctor Rivoira. En la siguiente fecha fue titular ante San Martín de San Juan aunque no logró tener continuidad en lo que restaba de la temporada ya que sufrió una lesión en el tobillo derecho.
Con la llegada de Juan Antonio Pizzi como entrenador para la temporada 2011-12, sumó minutos en los primeros encuentros del torneo aunque con el correr de los partidos perdió su puesto en el equipo. Comenzó como titular en la primera parte de la temporada 2012-13, sin embargo se volvió a resentir de su lesión el tobillo y decidió operarse para solucionar definitivamente el problema. A comienzos de 2013 estuvo a prueba por dos semanas en el Villarreal de España, donde fue del gusto del técnico pero decidió no irse lejos de su familia.[cita requerida] Al finalizar la temporada Rosario Central ascendió a Primera División, participando en varios partidos tras ser intervenido quirúrgicamente del tobillo.
Al terminar el campeonato Miguel Ángel Russo decidió no tenerlo en cuenta para el próximo torneo por diferencias post operación con su cuerpo médico.[cita requerida]

### Universidad Católica
En julio de 2013 fue transferido a Universidad Católica. Hizo su debut el 15 de agosto de 2013 frente a Palestino por Copa Chile terminando el partido en empate 0-0. El día 13 de diciembre Ramiro anotó su primer gol en el profesionalismo en el empate con Deportes Iquique, válido por Liguilla de Clasificación a la Copa Libertadores.

### Unión La Calera
En el 2015 es transferido a la Unión La Calera.

### Asa Targu Mures
En julio del 2015 es nuevo refuerzo del club de Rumania

### Atlético Rafaela
En 2016 es nuevo jugador de la "crema"

### Temperley
En agosto del 2017 pasa al "gasolero".

### Chacarita Juniors
En enero de 2024 pasa a Chacarita Juniors. Debuta el 3 de febrero ante Deportivo Maipú por la primera fecha del torneo de Primera Nacional marcando el segundo gol en la victoria de Chacarita por 2 a 0. En ese mismo encuentro sufrió la rotura de ligamento cruzado anterior izquierdo.

## Estadísticas
- Actualizado hasta el 24 de diciembre de 2015.

| Rosario Central Argentina | 2ª            | 2010-11       | 5  | 0  |   |   |   |   | 5  | 0  | 0.00 |
| Rosario Central Argentina | 2ª            | 2011-12       | 7  | 0  | 1 | 0 |   |   | 8  | 0  | 0.00 |
| Rosario Central Argentina | 2ª            | 2012-13       | 4  | 0  |   |   |   |   | 4  | 0  | 0.00 |
| Rosario Central Argentina | Total club    | Total club    | 16 | 0  | 1 | 0 | 0 | 0 | 17 | 0  | 0.00 |
| Universidad Católica · Chile | 1°            | 2013-14       | 18 | 5  | 3 | 0 | 1 | 0 | 22 | 5  | 0.23 |
| Universidad Católica · Chile | 1°            | 2014-15       | 9  | 1  | 3 | 0 |   |   | 12 | 1  | 0.08 |
| Universidad Católica · Chile | Total club    | Total club    | 27 | 6  | 6 | 0 | 1 | 0 | 34 | 6  | 0.18 |
| Unión La Calera · Chile | 1°            | 2014-15       | 14 | 2  |   |   |   |   | 14 | 2  | 0.14 |
| Unión La Calera · Chile | Total club    | Total club    | 14 | 2  | 0 | 0 | 0 | 0 | 14 | 2  | 0.14 |
| ASA Târgu Mureș · Rumania | 1°            | 2015-16       | 20 | 4  | 2 | 0 | 2 | 0 | 24 | 4  | 0.25 |
| ASA Târgu Mureș · Rumania | Total club    | Total club    | 20 | 4  | 2 | 0 | 2 | 0 | 24 | 4  | 0.25 |
| Total carrera | Total carrera | Total carrera | 77 | 12 | 9 | 0 | 3 | 0 | 89 | 12 | 0.15 |
| (1) Incluye datos de Copa Argentina, Copa Chile y Copa de Rumania. (2) Incluye datos de Copa Sudamericana y UEFA Europa League. (3) No incluye goles en partidos amistosos. |               |               |    |    |   |   |   |   |    |    |      |

## Palmarés

### Campeonatos nacionales
| Título                           | Club            | Sede      | Año     |
| -------------------------------- | --------------- | --------- | ------- |
| Campeonato de Primera B Nacional | Rosario Central | Argentina | 2012-13 |